# فيتور سيلفا
فيتور سيلفا (بالبرتغالية: Vítor Emanuel Cruz da Silva) هو لاعب كرة قدم برتغالي في مركز الوسط، ولد في 7 يناير 1984 في بينفايل في البرتغال. لعب مع سبورتينغ لشبونة ب وسبورتينغ لشبونة ونادي أونياو دا ماديرا ونادي باسوش دي فيريرا ونادي ريوس ديبورتيو.

## وصلات خارجية
- فيتور سيلفا على موقع قاعدة بيانات كرة القدم.إي يو (الإنجليزية)
- فيتور سيلفا على موقع Soccerway.com (الإنجليزية)
- فيتور سيلفا على موقع عالم كرة القدم.نت (الإنجليزية)
- فيتور سيلفا على موقع AS.com (الإسبانية)